# Torneo Apertura 2015 (Honduras)
El Torneo Apertura 2015 fue la sexagésima octava (68.ª) edición de la Liga Nacional de Honduras, siendo el primer torneo de la Temporada 2015-16. Comenzó a disputarse el día 1 de agosto y culminó el 19 de diciembre de 2015.

## Sistema de competición

### Fase de clasificación
En la Fase de clasificación se observará el sistema de puntos. La ubicación en la tabla general está sujeta a lo siguiente:
- Por juego ganado se obtendrán tres puntos.
- Por juego empatado se obtendrá un punto.
- Por juego perdido no se otorgan puntos.

El campeonato se jugará con un sistema de «Todos contra Todos» entre los diez equipos participantes. Los partidos estarán definidos en 18 jornadas, y al finalizar las mismas los primeros dos lugares clasificarán de manera automática a las semifinales, mientras que los equipos que ocuparon el 3°, 4°, 5° y 6° puesto tendrán que jugar la «Liguilla final» (repechajes) en partidos de ida y vuelta; el resto de los equipos quedará sin ninguna opción de pelear por el título.

### Fase final
La fase final se definirá por las siguientes etapas:
- Repechajes
- Semifinales
- Final

A las semifinales clasificarán los dos equipos vencedores de la «Liguilla final» y los antes clasificados de manera directa. Cada uno de estos cuatro equipos se enfrentarán en dos partidos (ida y vuelta) y el que logre anotar el mayor número de goles obtendrá un cupo en la «Gran Final». De existir empate en el número de goles anotados, la clasificación se definirá a través del Reglamento, es decir, el equipo que haya anotado el mayor número de goles en condición de visitante.
Disputarán el título de Campeón del Torneo de Apertura 2015 los dos clubes vencedores de la fase semifinal correspondiente, reubicándolos del uno al dos, de acuerdo a su mejor posición en la Tabla de Clasificación al término de la jornada 18.

## Información de los equipos

### Ascenso y descenso
| Pos | a la Liga Nacional |
| --- | ------------------ |
| 1º  | Juticalpa F. C.    |

| Pos | a la Liga de Ascenso |
| --- | -------------------- |
| 10º | Parrillas One        |

### Equipos participantes
| Equipo            | Ciudad         | Entrenador           | Estadio                                                           | Aforo                | Primera participación |
| ----------------- | -------------- | -------------------- | ----------------------------------------------------------------- | -------------------- | --------------------- |
| Olimpia           | Tegucigalpa    | Héctor Vargas        | Tiburcio Carías Andino                                            | 35,000               | 1965                  |
| Motagua           | Tegucigalpa    | Diego Vásquez        | Tiburcio Carías Andino                                            | 35,000               | 1965                  |
| Real España       | San Pedro Sula | Mario Zanabria       | General Francisco Morazán Olímpico Metropolitano                  | 20,000 40,000        | 1965                  |
| Marathón          | San Pedro Sula | Jairo Ríos           | General Francisco Morazán Olímpico Metropolitano Yankel Rosenthal | 20,000 40,000 15,000 | 1965                  |
| Vida              | La Ceiba       | Elvin López          | Municipal Ceibeño                                                 | 20,000               | 1965                  |
| Victoria          | La Ceiba       | Jorge Ernesto Pineda | Municipal Ceibeño                                                 | 20,000               | 1968                  |
| Platense          | Puerto Cortés  | Guillermo Bernárdez  | Excelsior                                                         | 15,000               | 1965                  |
| Real Sociedad     | Tocoa          | Mauro Reyes          | Francisco Martínez Durón                                          | 10,000               | 2012                  |
| Honduras Progreso | El Progreso    | Héctor Castellón     | Humberto Micheletti                                               | 5,000                | 1965                  |
| Juticalpa F. C.   | Juticalpa      | Emilio Umanzor       | Juan Ramón Brevé Vargas                                           | 22,000               | 2015                  |

### Cambios de entrenadores
| Equipo          | Entrenador saliente   | Jornadas | Nuevo entrenador     | Jornadas |
| --------------- | --------------------- | -------- | -------------------- | -------- |
| Juticalpa F. C. | Róger Arturo Espinoza | 1 - 7    | Emilio Umanzor       | 8 -      |
| Platense        | Ricardo Ortiz         | 1 - 7    | Guillermo Bernárdez* | 8        |
| Platense        | Guillermo Bernárdez   | 8        | Guillermo Bernárdez  | 9 -      |
| Vida            | Ramón Maradiaga       | 1 - 9    | Elvin López          | 10 -     |
| Real Sociedad   | Horacio Londoño       | 1 - 9    | Mauro Reyes          | 10 -     |

* interinato

### Equipos por departamento
| Honduras Progreso Motagua Olimpia Real Sociedad Real España Marathón Vida Victoria Platense Juticalpa FC \| Departamento \| N.º \| Equipos \| \| ----------------- \| --- \| -------------------------------- \| \| Cortés \| 3 \| Marathón, Platense y Real España \| \| Atlántida \| 2 \| Victoria y Vida \| \| Francisco Morazán \| 2 \| Motagua y Olimpia \| \| Yoro \| 1 \| Honduras Progreso \| \| Colón \| 1 \| Real Sociedad \| \| Olancho \| 1 \| Juticalpa F. C. \| |     |                                  |
| Departamento | N.º | Equipos                          |
| Cortés | 3   | Marathón, Platense y Real España |
| Atlántida | 2   | Victoria y Vida                  |
| Francisco Morazán | 2   | Motagua y Olimpia                |
| Yoro | 1   | Honduras Progreso                |
| Colón | 1   | Real Sociedad                    |
| Olancho | 1   | Juticalpa F. C.                  |

## Clasificación

### Fase clasificatoria
| Victoria           | 1 - 0 | Platense          | Ceibeño                  | 1 de agosto      | 16:00 |
| Real España        | 1 - 2 | Honduras Progreso | Olímpico Metropolitano   | 1 de agosto      | 18:00 |
| Real Sociedad      | 4 - 0 | Vida              | Francisco Martínez Durón | 2 de agosto      | 14:00 |
| Juticalpa F. C.    | 1 - 2 | Motagua           | Juan Ramón Brevé Vargas  | 16 de septiembre | 14:00 |
| Olimpia            | 5 - 0 | Marathón          | Tiburcio Carías Andino   | 30 de septiembre | 19:00 |
| Total de goles: 16 |       |                   |                          |                  |       |

| Honduras Progreso  | 1 - 0 | Olimpia       | Humberto Micheletti     | 7 de agosto | 19:00 |
| Marathón           | 0 - 3 | Real Sociedad | Morazán                 | 8 de agosto | 19:00 |
| Vida               | 1 - 0 | Platense      | Ceibeño                 | 8 de agosto | 19:00 |
| Juticalpa F. C.    | 2 - 0 | Real España   | Juan Ramón Brevé Vargas | 9 de agosto | 14:00 |
| Motagua            | 5 - 1 | Victoria      | Tiburcio Carías Andino  | 9 de agosto | 16:00 |
| Total de goles: 17 |       |               |                         |             |       |

| Real Sociedad     | 0 - 1 | Honduras Progreso | Francisco Martínez Durón | 12 de agosto | 15:00 |
| Olimpia           | 0 - 1 | Motagua           | Tiburcio Carías Andino   | 12 de agosto | 19:00 |
| Platense          | 2 - 0 | Juticalpa F. C.   | Excélsior                | 12 de agosto | 19:00 |
| Real España       | 0 - 1 | Vida              | Morazán                  | 12 de agosto | 19:00 |
| Victoria          | 0 - 0 | Marathón          | Ceibeño                  | 12 de agosto | 19:00 |
| Total de goles: 7 |       |                   |                          |              |       |

| Honduras Progreso  | 1 - 1 | Victoria        | Humberto Micheletti    | 15 de agosto | 19:00 |
| Marathón           | 2 - 1 | Motagua         | Morazán                | 15 de agosto | 19:00 |
| Vida               | 1 - 2 | Juticalpa F. C. | Ceibeño                | 15 de agosto | 19:00 |
| Platense           | 1 - 1 | Real Sociedad   | Excélsior              | 16 de agosto | 15:00 |
| Olimpia            | 0 - 1 | Real España     | Tiburcio Carías Andino | 16 de agosto | 16:00 |
| Total de goles: 13 |       |                 |                        |              |       |

| Marathón           | 2 - 0 | Real España       | Yankel Rosenthal         | 22 de agosto | 15:00 |
| Victoria           | 1 - 0 | Vida              | Ceibeño                  | 22 de agosto | 19:00 |
| Real Sociedad      | 0 - 2 | Olimpia           | Francisco Martínez Durón | 23 de agosto | 13:00 |
| Juticalpa F. C.    | 0 - 1 | Honduras Progreso | Juan Ramón Brevé Vargas  | 23 de agosto | 14:00 |
| Motagua            | 2 - 1 | Platense          | Tiburcio Carías Andino   | 23 de agosto | 16:00 |
| Total de goles: 10 |       |                   |                          |              |       |

| Victoria           | 1 - 1 | Juticalpa F. C. | Ceibeño                | 29 de agosto | 16:00 |
| Honduras Progreso  | 4 - 1 | Motagua         | Humberto Micheletti    | 29 de agosto | 19:00 |
| Real España        | 1 - 1 | Real Sociedad   | Morazán                | 29 de agosto | 19:00 |
| Platense           | 0 - 0 | Marathón        | Excélsior              | 30 de agosto | 15:00 |
| Olimpia            | 1 - 2 | Vida            | Tiburcio Carías Andino | 30 de agosto | 16:00 |
| Total de goles: 14 |       |                 |                        |              |       |

| Honduras Progreso  | 4 - 3 | Platense      | Humberto Micheletti     | 4 de septiembre | 19:00 |
| Real España        | 4 - 2 | Victoria      | Morazán                 | 5 de septiembre | 19:00 |
| Juticalpa F. C.    | 0 - 2 | Olimpia       | Juan Ramón Brevé Vargas | 6 de septiembre | 14:00 |
| Motagua            | 2 - 4 | Real Sociedad | Tiburcio Carías Andino  | 6 de septiembre | 16:00 |
| Vida               | 0 - 0 | Marathón      | Ceibeño                 | 6 de septiembre | 16:00 |
| Total de goles: 20 |       |               |                         |                 |       |

| Marathón           | 1 - 2 | Honduras Progreso | Rubén Deras              | 12 de septiembre | 19:00 |
| Victoria           | 1 - 4 | Olimpia           | Ceibeño                  | 12 de septiembre | 19:00 |
| Motagua            | 5 - 0 | Vida              | Tiburcio Carías Andino   | 12 de septiembre | 19:00 |
| Real Sociedad      | 0 - 1 | Juticalpa F. C.   | Francisco Martínez Durón | 13 de septiembre | 14:00 |
| Platense           | 1 - 0 | Real España       | Excélsior                | 13 de septiembre | 16:00 |
| Total de goles: 15 |       |                   |                          |                  |       |

| Real España        | 2 - 2 | Motagua           | Morazán                  | 19 de septiembre | 19:00 |
| Vida               | 2 - 1 | Honduras Progreso | Ceibeño                  | 19 de septiembre | 19:00 |
| Juticalpa F. C.    | 2 - 0 | Marathón          | Juan Ramón Brevé Vargas  | 20 de septiembre | 14:00 |
| Real Sociedad      | 1 - 1 | Victoria          | Francisco Martínez Durón | 20 de septiembre | 14:00 |
| Olimpia            | 0 - 1 | Platense          | Tiburcio Carías Andino   | 20 de septiembre | 16:00 |
| Total de goles: 11 |       |                   |                          |                  |       |

| Honduras Progreso  | 4 - 2 | Real España     | Humberto Micheletti    | 25 de septiembre | 19:00 |
| Marathón           | 1 - 0 | Olimpia         | Yankel Rosenthal       | 26 de septiembre | 15:00 |
| Vida               | 2 - 0 | Real Sociedad   | Ceibeño                | 26 de septiembre | 19:00 |
| Platense           | 1 - 1 | Victoria        | Excélsior              | 27 de septiembre | 15:00 |
| Motagua            | 2 - 2 | Juticalpa F. C. | Tiburcio Carías Andino | 27 de septiembre | 16:00 |
| Total de goles: 15 |       |                 |                        |                  |       |

| Real España        | 2 - 0 | Juticalpa F. C.   | Morazán                  | 3 de octubre | 19:00 |
| Victoria           | 2 - 2 | Motagua           | Ceibeño                  | 3 de octubre | 19:00 |
| Real Sociedad      | 1 - 1 | Marathón          | Francisco Martínez Durón | 4 de octubre | 13:00 |
| Platense           | 2 - 1 | Vida              | Excélsior                | 4 de octubre | 15:00 |
| Olimpia            | 4 - 0 | Honduras Progreso | Tiburcio Carías Andino   | 4 de octubre | 16:00 |
| Total de goles: 14 |       |                   |                          |              |       |

| Honduras Progreso  | 2 - 1 | Real Sociedad | Humberto Micheletti     | 9 de octubre    | 19:00 |
| Marathón           | 2 - 0 | Victoria      | Yankel Rosenthal        | 10 de octubre   | 15:00 |
| Vida               | 1 - 1 | Real España   | Ceibeño                 | 10 de octubre   | 19:00 |
| Juticalpa F. C.    | 3 - 1 | Platense      | Juan Ramón Brevé Vargas | 11 de octubre   | 14:00 |
| Motagua            | 1 - 0 | Olimpia       | Tiburcio Carías Andino  | 11 de noviembre | 19:00 |
| Total de goles: 12 |       |               |                         |                 |       |

| Victoria           | 1 - 0 | Honduras Progreso | Ceibeño                  | 17 de octubre | 16:00 |
| Real España        | 1 - 4 | Olimpia           | Morazán                  | 17 de octubre | 19:00 |
| Juticalpa F. C.    | 0 - 3 | Vida              | Juan Ramón Brevé Vargas  | 18 de octubre | 14:00 |
| Real Sociedad      | 1 - 0 | Platense          | Francisco Martínez Durón | 18 de octubre | 14:00 |
| Motagua            | 2 - 0 | Marathón          | Tiburcio Carías Andino   | 18 de octubre | 16:00 |
| Total de goles: 10 |       |                   |                          |               |       |

| Honduras Progreso  | 1 - 0 | Juticalpa F. C. | Humberto Micheletti    | 23 de octubre | 19:00 |
| Real España        | 1 - 3 | Marathón        | Morazán                | 24 de octubre | 19:00 |
| Vida               | 1 - 0 | Victoria        | Ceibeño                | 24 de octubre | 19:00 |
| Platense           | 1 - 1 | Motagua         | Excélsior              | 24 de octubre | 15:00 |
| Olimpia            | 6 - 1 | Real Sociedad   | Tiburcio Carías Andino | 24 de octubre | 16:00 |
| Total de goles: 10 |       |                 |                        |               |       |

| Juticalpa F. C.    | 2 - 1 | Victoria          | Juan Ramón Brevé Vargas  | 28 de octubre | 14:00 |
| Real Sociedad      | 3 - 3 | Real España       | Francisco Martínez Durón | 28 de octubre | 15:00 |
| Marathón           | 0 - 0 | Platense          | Morazán                  | 28 de octubre | 19:00 |
| Motagua            | 3 - 0 | Honduras Progreso | Tiburcio Carías Andino   | 28 de octubre | 19:00 |
| Vida               | 0 - 0 | Olimpia           | Ceibeño                  | 28 de octubre | 19:00 |
| Total de goles: 12 |       |                   |                          |               |       |

| Marathón           | 5 - 2 | Vida              | Yankel Rosenthal         | 31 de octubre  | 15:00 |
| Victoria           | 4 - 4 | Real España       | Ceibeño                  | 31 de octubre  | 19:00 |
| Real Sociedad      | 3 - 1 | Motagua           | Francisco Martínez Durón | 1 de noviembre | 13:00 |
| Platense           | 1 - 1 | Honduras Progreso | Excélsior                | 1 de noviembre | 15:00 |
| Olimpia            | 0 - 0 | Juticalpa F. C.   | Tiburcio Carías Andino   | 1 de noviembre | 16:00 |
| Total de goles: 25 |       |                   |                          |                |       |

| Honduras Progreso  | 1 - 0 | Marathón      | Humberto Micheletti     | 6 de noviembre | 19:00 |
| Real España        | 1 - 1 | Platense      | Morazán                 | 7 de noviembre | 19:00 |
| Vida               | 0 - 0 | Motagua       | Ceibeño                 | 7 de noviembre | 19:00 |
| Olimpia            | 7 - 0 | Victoria      | Tiburcio Carías Andino  | 7 de noviembre | 19:00 |
| Juticalpa F. C.    | 0 - 1 | Real Sociedad | Juan Ramón Brevé Vargas | 8 de noviembre | 14:00 |
| Total de goles: 10 |       |               |                         |                |       |

| Honduras Progreso  | 1 - 1 | Vida            | Humberto Micheletti    | 14 de noviembre | 15:00 |
| Marathón           | 1 - 1 | Juticalpa F. C. | Yankel Rosenthal       | 14 de noviembre | 15:00 |
| Motagua            | 7 - 1 | Real España     | Tiburcio Carías Andino | 14 de noviembre | 15:00 |
| Victoria           | 2 - 1 | Real Sociedad   | Ceibeño                | 14 de noviembre | 15:00 |
| Platense           | 2 - 1 | Olimpia         | Excélsior              | 19 de noviembre | 19:00 |
| Total de goles: 21 |       |                 |                        |                 |       |

## Tabla general
Simbología:

PJ: partidos jugados.

G: partidos ganados.

E: partidos empatados.

P: partidos perdidos.

GF: goles a favor.

GC: goles en contra.

Pts: puntos acumulados.

|                                                |     | Equipo            | PJ | G  | E | P | GF | GC | Pts |
| ---------------------------------------------- | --- | ----------------- | -- | -- | - | - | -- | -- | --- |
|                                                | 1.  | Honduras Progreso | 18 | 11 | 3 | 4 | 31 | 21 | 36  |
|                                                | 2.  | Motagua           | 18 | 9  | 5 | 4 | 41 | 25 | 32  |
|                                                | 3.  | Olimpia           | 18 | 8  | 2 | 8 | 32 | 25 | 26  |
|                                                | 4.  | Vida              | 18 | 7  | 5 | 6 | 19 | 24 | 25  |
|                                                | 5.  | Marathón          | 18 | 6  | 6 | 6 | 19 | 20 | 24  |
|                                                | 6.  | Real Sociedad     | 18 | 6  | 5 | 7 | 26 | 22 | 23  |
|                                                | 7.  | Platense          | 18 | 5  | 7 | 6 | 20 | 20 | 22  |
|                                                | 8.  | Juticalpa F. C.   | 18 | 6  | 4 | 8 | 19 | 22 | 22  |
|                                                | 9.  | Victoria          | 18 | 4  | 7 | 7 | 20 | 35 | 19  |
|                                                | 10. | Real España       | 18 | 3  | 6 | 9 | 26 | 39 | 15  |
| Última actualización: 19 de noviembre de 2015. |     |                   |    |    |   |   |    |    |     |

Fuente: Tabla de posiciones de la Liga Nacional de Honduras Archivado el 11 de agosto de 2014 en Wayback Machine.
|  | Clasificado directo a Semifinales            |
|  | Clasificado a la Liguilla final (Repechajes) |
|  | Último Lugar                                 |
|  | Disputó la Concacaf Liga Campeones 2015-16   |

## Fase final
|  | Repechajes | Repechajes    | Repechajes | Repechajes | Repechajes |  |  | Semifinales | Semifinales       | Semifinales | Semifinales | Semifinales |  |  | Final | Final             | Final | Final | Final |
|  |            |               |            |            |            |  |  |             |                   |             |             |             |  |  |       |                   |       |       |       |
|  |            |               |            |            |            |  |  | 1           | Honduras Progreso | 0           | 1           | 1           |  |  |       |                   |       |       |       |
|  | 4          | Vida          | 0          | 0          | 0*         |  |  | 4           | Vida              | 0           | 0           | 0           |  |  |       |                   |       |       |       |
|  | 5          | Marathón      | 0          | 0          | 0          |  |  |             |                   |             |             |             |  |  | 1     | Honduras Progreso | 3     |       |       |
|  |            |               |            |            |            |  |  |             |                   |             |             |             |  |  | 2     | Motagua           | 3     |       |       |
|  |            |               |            |            |            |  |  | 2           | Motagua           | 1           | 1           | 2*          |  |  |       |                   |       |       |       |
|  | 3          | Olimpia       | 2          | 3          | 5          |  |  | 3           | Olimpia           | 1           | 1           | 2           |  |  |       |                   |       |       |       |
|  | 6          | Real Sociedad | 2          | 2          | 4          |  |  |             |                   |             |             |             |  |  |       |                   |       |       |       |

(*) Clasifica por mejor posición en la Tabla. 
- Campeón clasifica a la Concacaf Liga Campeones 2016-17

#### Repechajes
| 22 de noviembre de 2015, 15:00 | Marathón | 0:0 | Vida | Estadio Yankel Rosenthal, San Pedro Sula |  |
|                                |          |     |      | Árbitro(s): Miguel Torres                |  |

| 25 de noviembre de 2015, 19:00 | Vida | 0:0 | Marathón | Estadio Ceibeño, La Ceiba    |  |
|                                |      |     |          | Árbitro(s): Héctor Rodríguez |  |

| 22 de noviembre de 2015, 13:30 | Real Sociedad                  | 2:2 (0:0) | Olimpia                     | Estadio Francisco Martínez Durón, Tocoa |                              |
|                                | Abbott 50' · Tobías 75' (pen.) |           | Alvarado 68' · Chirinos 78' | Árbitro(s): Melvin Matamoros            | Árbitro(s): Melvin Matamoros |

| 25 de noviembre de 2015, 19:00 | Olimpia                            | 3:2 (1:1) | Real Sociedad         | Estadio Tiburcio Carías Andino, Tegucigalpa |                         |
|                                | Quioto 9' · Elis 49' · Mejía 90+1' |           | Tobías 29' · Vega 45' | Árbitro(s): Raúl Castro                     | Árbitro(s): Raúl Castro |

#### Semifinales
| 28 de noviembre de 2015, 19:00 | Vida | 0:0 | Honduras Progreso | Estadio Ceibeño, La Ceiba |  |
|                                |      |     |                   | Árbitro(s): Said Martínez |  |

| 6 de diciembre de 2015, 15:00 | Honduras Progreso | 1:0 (0:0) | Vida | Estadio Humberto Micheletti, El Progreso |  |
|                               | León 87'          |           |      |                                          |  |

| 30 de noviembre de 2015, 18:00 | Olimpia    | 1:1 (1:1) | Motagua       | Estadio Nacional, Tegucigalpa |                              |
|                                | Méndez 22' |           | Hernández 35' | Árbitro(s): Geovanny Mendoza  | Árbitro(s): Geovanny Mendoza |

| 5 de diciembre de 2015, 19:00 | Motagua   | 1:1 (0:1) | Olimpia    | Estadio Nacional, Tegucigalpa |                            |
|                               | López 83' |           | Quioto 20' | Árbitro(s): Armando Castro    | Árbitro(s): Armando Castro |

#### Final
| 1     | POR   | Marlon Licona      |     |
| 2     | DEF   | Juan Pablo Montes  |     |
| 4     | DEF   | Júnior Izaguirre   | 61' |
| 5     | DEF   | Marcelo Pereira    |     |
| 18    | DEF   | Wilmer Crisanto    |     |
| 24    | DEF   | Omar Elvir         |     |
| 14    | MED   | Irvin Reyna        | 70' |
| 16    | MED   | Héctor Castellanos |     |
| 22    | MED   | Santiago Vergara   |     |
| 10    | DEL   | Israel Silva       | 63' |
| 30    | DEL   | Eddie Hernández    |     |
| D. T. | D. T. | Diego Vásquez      |     |

| 27    | POR   | Woodrow West       |     |
| 1     | DEF   | Pastor Martínez    |     |
| 3     | DEF   | Jorge Zaldívar     | 46' |
| 4     | DEF   | Raimundo Cálix     |     |
| 17    | DEF   | Dilmer Gutiérrez   |     |
| 31    | DEF   | Carlos Sánchez     |     |
| 6     | MED   | Juan Ángel Delgado |     |
| 12    | MED   | Mariano Acevedo    |     |
| 15    | MED   | Franklyn Morales   | 74' |
| 13    | DEL   | Ángel Tejeda       |     |
| 35    | DEL   | Fredixon Elvir     | 70' |
| D. T. | D. T. | Héctor Castellón   |     |

| 34 | Delantero | Kevin López  | 61' |
| 7  | Delantero | Erick Andino | 63' |
| 11 | Delantero | Lucas Gómez  | 70' |

| 7  | Centrocampista | Luis Alvarado   | 46' |
| 20 | Centrocampista | Leonardo Isaula | 70' |
| 16 | Centrocampista | Johny Gómez     | 74' |

| 8' · 27' · 45' | Eddie Hernández Israel Silva | 1:1 2:1 3:2 |

| 4' · 38' · 54' | Fredixon Elvir Franklyn Morales Fredixon Elvir | 1:0 2:2 3:3 |

| Principal | Saíd Martínez |

| 1     | POR   | Marlon Licona      |     |
| 2     | DEF   | Juan Pablo Montes  |     |
| 4     | DEF   | Júnior Izaguirre   | 61' |
| 5     | DEF   | Marcelo Pereira    |     |
| 18    | DEF   | Wilmer Crisanto    |     |
| 24    | DEF   | Omar Elvir         |     |
| 14    | MED   | Irvin Reyna        | 70' |
| 16    | MED   | Héctor Castellanos |     |
| 22    | MED   | Santiago Vergara   |     |
| 10    | DEL   | Israel Silva       | 63' |
| 30    | DEL   | Eddie Hernández    |     |
| D. T. | D. T. | Diego Vásquez      |     |

| 27    | POR   | Woodrow West       |     |
| 1     | DEF   | Pastor Martínez    |     |
| 3     | DEF   | Jorge Zaldívar     | 46' |
| 4     | DEF   | Raimundo Cálix     |     |
| 17    | DEF   | Dilmer Gutiérrez   |     |
| 31    | DEF   | Carlos Sánchez     |     |
| 6     | MED   | Juan Ángel Delgado |     |
| 12    | MED   | Mariano Acevedo    |     |
| 15    | MED   | Franklyn Morales   | 74' |
| 13    | DEL   | Ángel Tejeda       |     |
| 35    | DEL   | Fredixon Elvir     | 70' |
| D. T. | D. T. | Héctor Castellón   |     |

| 34 | Delantero | Kevin López  | 61' |
| 7  | Delantero | Erick Andino | 63' |
| 11 | Delantero | Lucas Gómez  | 70' |

| 7  | Centrocampista | Luis Alvarado   | 46' |
| 20 | Centrocampista | Leonardo Isaula | 70' |
| 16 | Centrocampista | Johny Gómez     | 74' |

| 8' · 27' · 45' | Eddie Hernández Israel Silva | 1:1 2:1 3:2 |

| 4' · 38' · 54' | Fredixon Elvir Franklyn Morales Fredixon Elvir | 1:0 2:2 3:3 |

| Principal | Saíd Martínez |

| 1     | POR   | Marlon Licona      |     |
| 2     | DEF   | Juan Pablo Montes  |     |
| 4     | DEF   | Júnior Izaguirre   | 61' |
| 5     | DEF   | Marcelo Pereira    |     |
| 18    | DEF   | Wilmer Crisanto    |     |
| 24    | DEF   | Omar Elvir         |     |
| 14    | MED   | Irvin Reyna        | 70' |
| 16    | MED   | Héctor Castellanos |     |
| 22    | MED   | Santiago Vergara   |     |
| 10    | DEL   | Israel Silva       | 63' |
| 30    | DEL   | Eddie Hernández    |     |
| D. T. | D. T. | Diego Vásquez      |     |

| 27    | POR   | Woodrow West       |     |
| 1     | DEF   | Pastor Martínez    |     |
| 3     | DEF   | Jorge Zaldívar     | 46' |
| 4     | DEF   | Raimundo Cálix     |     |
| 17    | DEF   | Dilmer Gutiérrez   |     |
| 31    | DEF   | Carlos Sánchez     |     |
| 6     | MED   | Juan Ángel Delgado |     |
| 12    | MED   | Mariano Acevedo    |     |
| 15    | MED   | Franklyn Morales   | 74' |
| 13    | DEL   | Ángel Tejeda       |     |
| 35    | DEL   | Fredixon Elvir     | 70' |
| D. T. | D. T. | Héctor Castellón   |     |

| 34 | Delantero | Kevin López  | 61' |
| 7  | Delantero | Erick Andino | 63' |
| 11 | Delantero | Lucas Gómez  | 70' |

| 7  | Centrocampista | Luis Alvarado   | 46' |
| 20 | Centrocampista | Leonardo Isaula | 70' |
| 16 | Centrocampista | Johny Gómez     | 74' |

| 8' · 27' · 45' | Eddie Hernández Israel Silva | 1:1 2:1 3:2 |

| 4' · 38' · 54' | Fredixon Elvir Franklyn Morales Fredixon Elvir | 1:0 2:2 3:3 |

| Principal | Saíd Martínez |

| 1     | POR   | Marlon Licona      |     |
| 2     | DEF   | Juan Pablo Montes  |     |
| 4     | DEF   | Júnior Izaguirre   | 61' |
| 5     | DEF   | Marcelo Pereira    |     |
| 18    | DEF   | Wilmer Crisanto    |     |
| 24    | DEF   | Omar Elvir         |     |
| 14    | MED   | Irvin Reyna        | 70' |
| 16    | MED   | Héctor Castellanos |     |
| 22    | MED   | Santiago Vergara   |     |
| 10    | DEL   | Israel Silva       | 63' |
| 30    | DEL   | Eddie Hernández    |     |
| D. T. | D. T. | Diego Vásquez      |     |

| 27    | POR   | Woodrow West       |     |
| 1     | DEF   | Pastor Martínez    |     |
| 3     | DEF   | Jorge Zaldívar     | 46' |
| 4     | DEF   | Raimundo Cálix     |     |
| 17    | DEF   | Dilmer Gutiérrez   |     |
| 31    | DEF   | Carlos Sánchez     |     |
| 6     | MED   | Juan Ángel Delgado |     |
| 12    | MED   | Mariano Acevedo    |     |
| 15    | MED   | Franklyn Morales   | 74' |
| 13    | DEL   | Ángel Tejeda       |     |
| 35    | DEL   | Fredixon Elvir     | 70' |
| D. T. | D. T. | Héctor Castellón   |     |

| 34 | Delantero | Kevin López  | 61' |
| 7  | Delantero | Erick Andino | 63' |
| 11 | Delantero | Lucas Gómez  | 70' |

| 7  | Centrocampista | Luis Alvarado   | 46' |
| 20 | Centrocampista | Leonardo Isaula | 70' |
| 16 | Centrocampista | Johny Gómez     | 74' |

| 8' · 27' · 45' | Eddie Hernández Israel Silva | 1:1 2:1 3:2 |

| 4' · 38' · 54' | Fredixon Elvir Franklyn Morales Fredixon Elvir | 1:0 2:2 3:3 |

| Principal | Saíd Martínez |

| 1     | POR   | Bandera de ?     |  |
| 2     | DEF   | Bandera de ?     |  |
| 3     | DEF   | Bandera de ?     |  |
| 4     | DEF   | Bandera de ?     |  |
| 5     | DEF   | Bandera de ?     |  |
| 6     | MED   | Bandera de ?     |  |
| 7     | MED   | Bandera de ?     |  |
| 8     | MED   | Bandera de ?     |  |
| 9     | MED   | Bandera de ?     |  |
| 10    | DEL   | Bandera de ?     |  |
| 11    | DEL   | Bandera de ?     |  |
| D. T. | D. T. | Héctor Castellón |  |

| 1     | POR   | Bandera de ?  |  |
| 2     | DEF   | Bandera de ?  |  |
| 3     | DEF   | Bandera de ?  |  |
| 4     | DEF   | Bandera de ?  |  |
| 5     | DEF   | Bandera de ?  |  |
| 6     | MED   | Bandera de ?  |  |
| 7     | MED   | Bandera de ?  |  |
| 8     | MED   | Bandera de ?  |  |
| 9     | MED   | Bandera de ?  |  |
| 10    | DEL   | Bandera de ?  |  |
| 11    | DEL   | Bandera de ?  |  |
| D. T. | D. T. | Diego Vásquez |  |

| 12 | Defensa        | Bandera de ? | Entró |
| 13 | Centrocampista | Bandera de ? | Entró |
| 14 | Delantero      | Bandera de ? | Entró |

| 12 | Defensa        | Bandera de ? | Entró |
| 13 | Centrocampista | Bandera de ? | Entró |
| 14 | Delantero      | Bandera de ? | Entró |

| Anotado · Anotado | Bandera de ? · Bandera de ? | : |

| Anotado · Anotado | Bandera de ? · Bandera de ? | : |

| Principal | Armando Castro |

| 1     | POR   | Bandera de ?     |  |
| 2     | DEF   | Bandera de ?     |  |
| 3     | DEF   | Bandera de ?     |  |
| 4     | DEF   | Bandera de ?     |  |
| 5     | DEF   | Bandera de ?     |  |
| 6     | MED   | Bandera de ?     |  |
| 7     | MED   | Bandera de ?     |  |
| 8     | MED   | Bandera de ?     |  |
| 9     | MED   | Bandera de ?     |  |
| 10    | DEL   | Bandera de ?     |  |
| 11    | DEL   | Bandera de ?     |  |
| D. T. | D. T. | Héctor Castellón |  |

| 1     | POR   | Bandera de ?  |  |
| 2     | DEF   | Bandera de ?  |  |
| 3     | DEF   | Bandera de ?  |  |
| 4     | DEF   | Bandera de ?  |  |
| 5     | DEF   | Bandera de ?  |  |
| 6     | MED   | Bandera de ?  |  |
| 7     | MED   | Bandera de ?  |  |
| 8     | MED   | Bandera de ?  |  |
| 9     | MED   | Bandera de ?  |  |
| 10    | DEL   | Bandera de ?  |  |
| 11    | DEL   | Bandera de ?  |  |
| D. T. | D. T. | Diego Vásquez |  |

| 12 | Defensa        | Bandera de ? | Entró |
| 13 | Centrocampista | Bandera de ? | Entró |
| 14 | Delantero      | Bandera de ? | Entró |

| 12 | Defensa        | Bandera de ? | Entró |
| 13 | Centrocampista | Bandera de ? | Entró |
| 14 | Delantero      | Bandera de ? | Entró |

| Anotado · Anotado | Bandera de ? · Bandera de ? | : |

| Anotado · Anotado | Bandera de ? · Bandera de ? | : |

| Principal | Armando Castro |

| 1     | POR   | Bandera de ?     |  |
| 2     | DEF   | Bandera de ?     |  |
| 3     | DEF   | Bandera de ?     |  |
| 4     | DEF   | Bandera de ?     |  |
| 5     | DEF   | Bandera de ?     |  |
| 6     | MED   | Bandera de ?     |  |
| 7     | MED   | Bandera de ?     |  |
| 8     | MED   | Bandera de ?     |  |
| 9     | MED   | Bandera de ?     |  |
| 10    | DEL   | Bandera de ?     |  |
| 11    | DEL   | Bandera de ?     |  |
| D. T. | D. T. | Héctor Castellón |  |

| 1     | POR   | Bandera de ?  |  |
| 2     | DEF   | Bandera de ?  |  |
| 3     | DEF   | Bandera de ?  |  |
| 4     | DEF   | Bandera de ?  |  |
| 5     | DEF   | Bandera de ?  |  |
| 6     | MED   | Bandera de ?  |  |
| 7     | MED   | Bandera de ?  |  |
| 8     | MED   | Bandera de ?  |  |
| 9     | MED   | Bandera de ?  |  |
| 10    | DEL   | Bandera de ?  |  |
| 11    | DEL   | Bandera de ?  |  |
| D. T. | D. T. | Diego Vásquez |  |

| 12 | Defensa        | Bandera de ? | Entró |
| 13 | Centrocampista | Bandera de ? | Entró |
| 14 | Delantero      | Bandera de ? | Entró |

| 12 | Defensa        | Bandera de ? | Entró |
| 13 | Centrocampista | Bandera de ? | Entró |
| 14 | Delantero      | Bandera de ? | Entró |

| Anotado · Anotado | Bandera de ? · Bandera de ? | : |

| Anotado · Anotado | Bandera de ? · Bandera de ? | : |

| Principal | Armando Castro |

| 1     | POR   | Bandera de ?     |  |
| 2     | DEF   | Bandera de ?     |  |
| 3     | DEF   | Bandera de ?     |  |
| 4     | DEF   | Bandera de ?     |  |
| 5     | DEF   | Bandera de ?     |  |
| 6     | MED   | Bandera de ?     |  |
| 7     | MED   | Bandera de ?     |  |
| 8     | MED   | Bandera de ?     |  |
| 9     | MED   | Bandera de ?     |  |
| 10    | DEL   | Bandera de ?     |  |
| 11    | DEL   | Bandera de ?     |  |
| D. T. | D. T. | Héctor Castellón |  |

| 1     | POR   | Bandera de ?  |  |
| 2     | DEF   | Bandera de ?  |  |
| 3     | DEF   | Bandera de ?  |  |
| 4     | DEF   | Bandera de ?  |  |
| 5     | DEF   | Bandera de ?  |  |
| 6     | MED   | Bandera de ?  |  |
| 7     | MED   | Bandera de ?  |  |
| 8     | MED   | Bandera de ?  |  |
| 9     | MED   | Bandera de ?  |  |
| 10    | DEL   | Bandera de ?  |  |
| 11    | DEL   | Bandera de ?  |  |
| D. T. | D. T. | Diego Vásquez |  |

| 12 | Defensa        | Bandera de ? | Entró |
| 13 | Centrocampista | Bandera de ? | Entró |
| 14 | Delantero      | Bandera de ? | Entró |

| 12 | Defensa        | Bandera de ? | Entró |
| 13 | Centrocampista | Bandera de ? | Entró |
| 14 | Delantero      | Bandera de ? | Entró |

| Anotado · Anotado | Bandera de ? · Bandera de ? | : |

| Anotado · Anotado | Bandera de ? · Bandera de ? | : |

| Principal | Armando Castro |

| Campeón Honduras Progreso 1er título |

## Estadísticas

### Tabla de Goleo
| Jugador                                        | Equipos           | Goles | Partidos | Media |
| ---------------------------------------------- | ----------------- | ----- | -------- | ----- |
| Marco Tulio Vega                               | Real Sociedad     | 12    | 19       | 0.63  |
| Ángel Tejeda                                   | Honduras Progreso | 10    | 18       | 0.53  |
| Eddie Hernández                                | Motagua           | 9     | 13       | 0.69  |
| Lucas Gómez                                    | Motagua           | 8     | 11       | 0.73  |
| Javier Estupiñán                               | Olimpia           | 7     | 12       | 0.58  |
| Claudio Cardozo                                | Real España       | 7     | 17       | 0.41  |
| Rony Flores                                    | Platense          | 7     | 17       | 0.41  |
| Romell Quioto                                  | Olimpia           | 6     | 11       | 0.55  |
| Israel Silva                                   | Motagua           | 6     | 13       | 0.46  |
| Erick Andino                                   | Motagua           | 6     | 14       | 0.43  |
| Franco Güity                                   | Vida              | 6     | 14       | 0.43  |
| Diego Reyes                                    | Marathón          | 6     | 17       | 0.35  |
| Michaell Chirinos                              | Olimpia           | 6     | 17       | 0.35  |
| Fredixon Elvir                                 | Honduras Progreso | 5     | 13       | 0.38  |
| Alberth Elis                                   | Olimpia           | 5     | 15       | 0.33  |
| Jhow Benavídez                                 | Real España       | 5     | 16       | 0.31  |
| José Danilo Tobías                             | Real Sociedad     | 5     | 19       | 0.26  |
| Última actualización: 12 de diciembre de 2015. |                   |       |          |       |

### Hat-tricks o más
| 8 de agosto de 2015      | Ángel Tejeda     | 45' · 61' · 83' | Honduras Progreso | 4:1 | Olimpia     |
| 4 de septiembre de 2015  | Rony Flores      | 11' · 21' · 57' | Honduras Progreso | 4:3 | Platense    |
| 30 de septiembre de 2015 | Javier Estupiñán | 49' · 81' · 84' | Olimpia           | 4:1 | Marathón    |
| 7 de noviembre de 2015   | Alberth Elis     | 8' · 23' · 35'  | Olimpia           | 6:0 | Victoria    |
| 14 de noviembre de 2015  | Eddie Hernández  | 1' · 5' · 47'   | Motagua           | 7:1 | Real España |

### Clasificados a torneos internacionales
| Clasificado como  | Concacaf Liga Campeones 2016-17 |
| ----------------- | ------------------------------- |
| Honduras Progreso | Campeón Torneo Apertura 2015    |
| Olimpia           | Campeón Torneo Clausura 2016    |

### Descenso de categoría
|                                                |     | Equipo            | PJ | G  | E | P | GF | GC | Pts | Prom. |
| ---------------------------------------------- | --- | ----------------- | -- | -- | - | - | -- | -- | --- | ----- |
|                                                | 1.  | Honduras Progreso | 18 | 11 | 3 | 4 | 31 | 21 | 36  | 2,000 |
|                                                | 2.  | Motagua           | 18 | 9  | 5 | 4 | 41 | 25 | 32  | 1,778 |
|                                                | 3.  | Olimpia           | 18 | 8  | 2 | 8 | 32 | 25 | 26  | 1,444 |
|                                                | 4.  | Vida              | 18 | 7  | 5 | 6 | 19 | 24 | 25  | 1,389 |
|                                                | 5.  | Marathón          | 18 | 6  | 6 | 6 | 19 | 20 | 24  | 1,333 |
|                                                | 6.  | Real Sociedad     | 18 | 6  | 5 | 7 | 26 | 22 | 23  | 1,278 |
|                                                | 7.  | Platense          | 18 | 5  | 7 | 6 | 20 | 20 | 22  | 1,222 |
|                                                | 8.  | Juticalpa F. C.   | 18 | 6  | 4 | 8 | 19 | 22 | 22  | 1,222 |
|                                                | 9.  | Victoria          | 18 | 4  | 7 | 7 | 20 | 35 | 19  | 1,056 |
|                                                | 10. | Real España       | 18 | 3  | 6 | 9 | 26 | 39 | 15  | 0,833 |
| Última actualización: 19 de noviembre de 2015. |     |                   |    |    |   |   |    |    |     |       |

|  |                               |
|  | Descendido a Liga de Ascenso. |